# Geoffroy de Fougères
 Geoffroy de Fougères  (mort en 1212) fut baron de Fougères de 1196 à 1212.

## Biographie
Geoffroy est le fils de Guillaume de Fougère († 1187), lui-même fils et héritier pré-décédé de Raoul II de Fougères. Sa mère Agathe du Hommet, issue d'une grande famille normande, s'étant remariée avec Foulque Paynel à la mort de son grand père la  tutelle du jeune enfant est confié à son grand-oncle Guillaume dit L'Angevin (vers 1130 - mort 20 décembre 1212), seigneur de Coglès, frère de Raoul II et seul mâle survivant du lignage en âge de gouverner.
Geoffroy eut beaucoup de mal à se dégager de la tutelle de Guillaume. Afin de pouvoir s’émanciper et de se marier avec une riche héritière, fille aînée du vicomte de Porhoët, Geoffroy doit céder à son grand-oncle une partie de ses domaines. En 1204, en effet, Guillaume obtient un tiers de la terre de Fougères en usufruit avec faculté d’en disposer en toute propriété ainsi que les biens familiaux situés en Angleterre.
Devenu un homme Geoffroy épouse Mahaut une des filles et cohéritières d'Eudon III de Porhoët faisant passer l'expectative d'une partie des biens de la riche maison de Porhoët, dans son patrimoine. Le Baron de Fougères décède en 1212 jeune encore et il est inhumé dans le cloître de l'Abbaye de Savigny. Son fils unique Raoul III de Fougères lui succède.